# Ане (Па де Кале)
Ане (фр. Annay (Pas-de-Calais)) је насељено место у Француској у региону Север-Па де Кале, у департману Па де Кале.
По подацима из 2011. године у општини је живело 4246 становника, а густина насељености је износила 980,6 становника/km².

## Демографија
| 1962. | 1968. | 1975. | 1982. | 1990. | 2011. |
| ----- | ----- | ----- | ----- | ----- | ----- |
| 5.064 | 5.236 | 5.139 | 4.862 | 5.132 | 4.246 |